# 50. Sinfonie (Haydn)
Die Sinfonie C-Dur Hoboken-Verzeichnis I:50 komponierte Joseph Haydn um 1773/74 während seiner Anstellung als Kapellmeister beim Fürsten Nikolaus I. Esterházy. Die ersten beiden Sätze gehörten ursprünglich zur Ouvertüre eines Schauspiels.

## Allgemeines

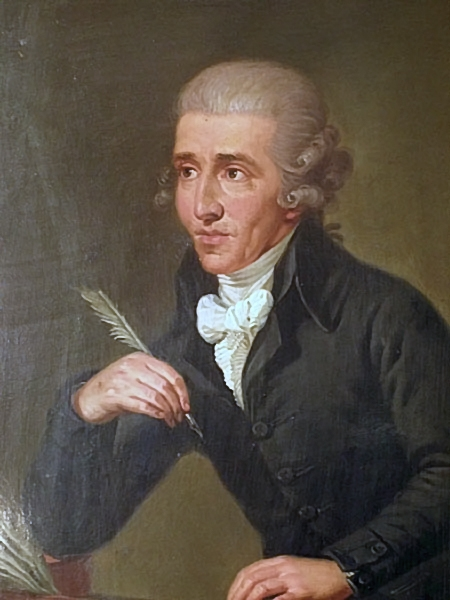
Joseph Haydn (Gemälde von Ludwig Guttenbrunn, um 1770)

Die Sinfonie Nr. 50 komponierte Haydn um 1773/74 während seiner Anstellung als Kapellmeister beim Fürsten Nikolaus I. Esterházy. Ende August / Anfang September 1773 besuchten die Kaiserin Maria Theresia und ihr Hofstaat den Fürsten von Esterházy. Dabei kam auch die Marionettenoper Philemon und Baucis zur Aufführung. Die Ouvertüre dieser Oper besteht aus zwei Sätzen. Haydn ergänzte sie durch Hinzufügen von Menuett und Finale zu einem viersätzigen Werk: der Sinfonie Nr. 50. Möglicherweise in demselben Rahmen wurde auch die Sinfonie Nr. 48 aufgeführt.
Die Zusammenstellung von Sätzen, die eigentlich als Schauspielmusiken o. ä. gedacht waren, zu einer viersätzigen Sinfonie findet sich u. a. auch bei den Sinfonien Nr. 59, Nr. 60 und Nr. 63.

## Zur Musik
Besetzung: zwei Oboen, zwei Hörner in C alto, zwei Trompeten, Pauken, zwei Violinen, Viola, Cello, Kontrabass. In der Instrumentierung des ersten Satzes sind die Trompeten nicht gesondert angegeben. Möglicherweise beabsichtigte Haydn, wie im dritten Satz die Trompeten mit den Hörnern spielen zu lassen; nur im vierten Satz haben Hörner und Trompeten unabhängige Stimmen. – Zur Verstärkung der Bass-Stimme wurden damals auch ohne gesonderte Notierung Fagott und Cembalo-Continuo eingesetzt, wobei über die Beteiligung des Cembalos in der Literatur unterschiedliche Auffassungen bestehen.
Aufführungszeit: ca. 18–20 Minuten (je nach Einhaltung der vorgeschriebenen Wiederholungen).
Bei den hier benutzten Begriffen der Sonatensatzform ist zu berücksichtigen, dass dieses Schema in der ersten Hälfte des 19. Jahrhunderts entworfen wurde (siehe dort) und von daher nur mit Einschränkungen auf ein um 1773/74 komponiertes Werk übertragen werden kann. – Die hier vorgenommene Beschreibung und Gliederung der Sätze ist als Vorschlag zu verstehen. Je nach Standpunkt sind auch andere Abgrenzungen und Deutungen möglich.

### Erster Satz: Adagio e maestoso – Allegro di molto
C-Dur, 4/4-Takt (Einleitung) bzw. 3/4-Takt (Allegro di molto), 152 Takte
Die langsame Einleitung ist im Stil einer französisch-barocken Ouvertüre gehalten. Kennzeichnend sind signalartig-aufsteigende Dreiklangsfiguren, punktierte Rhythmen und Tonrepetitionen. Die ersten vier Takte werden wiederholt, dann folgt eine Fortspinnung mit chromatisch fallender Linie (C-B-A-As-G). Die Einleitung schließt mit Akkordschlägen auf der Dominante G und einer Generalpause mit Fermate. Ihr majestätischer Charakter entspricht der ursprünglichen Funktion zur Einstimmung des Publikums auf die Götterwelt (s. o).
Einen ebenfalls ouvertürenhaften Charakter weist das anschließende Allegro di molto auf, das von fortlaufender, vorwärtstreibender (auf das kommende Drama) Achtelbewegung durchzogen ist. Im Vergleich zu anderen Kopfsätzen zeitnah entstandener Sinfonien wirkt der Satz recht kurz. Er eröffnet im ersten Thema (Takt 1–12) mit einem dreitaktigen Motiv der Violinen im Piano, an das sich ein kontrastierender Achtellauf des ganzen Orchesters im Unisono anschließt. Dann greifen die Violinen das Eingangsmotiv wieder auf und führen es – von der Viola begleitet – kurz zur Dominante.
Ab Takt 25 folgt forte eine Passage, die neben Akkordmelodik und Tremolo durch ihr fanfarenartiges Motiv aus vier Vierteln gekennzeichnet ist. Das Fanfaren-Motiv erscheint in verschiedenen Klangfarben: anfangs (Takt 25 ff.) als kräftige C-Dur – Akkordschläge, in Takt 39 ff. im Dialog von Violinen und Hörnern / Trompeten, und in Takt 45 ff. sogar in der Viola (inklusive Echowirkung; die Viola wird allerdings von der dominanten Achtelbewegung der Hauptstimmen unterdrückt). Die Passage leitet zur Dominante G-Dur über, in der in Takt 51 das zweite Thema einsetzt. Dieses besteht aus einer Floskel mit wiegendem Charakter und ist mit insgesamt sechs Takten recht kurz. Ähnlich zum ersten Thema, spielen die stimmführenden Violinen hier lediglich von der Viola begleitet. Die kurze Schlussgruppe (Takt 57–61) beendet die Exposition mit einem Wechsel von Dominante-Tonika – Akkordschlägen. Die Exposition wird wiederholt.
Die Durchführung beginnt mit einer auf dem ersten Thema basierenden chromatisch fallenden Linie (Cis-C-H-B-A-Gis). In Takt 72 tritt das Thema in d-Moll auf, jedoch wechselt Haydn mit dem Forte-Unisono-Achtellauf vom Satzanfang nach F-Dur. Das Thema bricht bereits nach der Hälfte ab und geht in die Passage analog Takt 25 ff. über. Das Fanfaren-Motiv tritt hierbei zurück, es dominieren recht abrupte Tonartenwechsel: U. a. werden (kurz) F-Dur, d-Moll, g-Moll, B-Dur, A-Dur und E-Dur erreicht (letzteres betont: Takt 90 ff.).
Die Reprise (Takt 111 ff.) entspricht strukturell der Exposition. Durchführung und Reprise werden nicht wiederholt.
Ludwig Finscher weist beim ersten Satz darauf hin, dass durch die langsame Einleitung der Piano-Anfang des Allegros abgepuffert wird, da der Beginn eines Werkes im Piano „aufgrund der Neigung höfischer und relativ kleiner Gruppen zum zerstreuten Hören vermutlich riskant gewesen“ wäre (ähnlich bei den zeitnah entstandenen Sinfonien Nr. 53 und Nr. 54; andererseits hat Haydn aber auch vorher Sinfonien mit Piano-Beginn komponiert, z. B. Nr. 8 oder Nr. 16). H. C. Robbins Landon sieht die langsame Einleitung in Haydns Sinfonien dieser Zeit als Nachfolgerin der mit einem kompletten langsamen Satz beginnenden früheren Sinfonien im „Kirchensonaten“ – Stil (z. B. Nr. 21, 22, 49). Michael Walter vermutet, dass die Einleitung auch „Ersatz für jene Individualisierung der Sinfonien ist, die Haydn von 1773 an häufig zugunsten eines unverbindlicheren Tonfalls meidet, denn gerade der Nr. 50 fehlt letztlich ein individueller Ausdruck.“ Ähnlich äußern sich auch andere Autoren: Walter Lessing fühlt sich nach der pompösen Einleitung vom „knappen, gefälligen“ Allegro enttäuscht und meint, dass dieser Satz bezüglich der „Originalität der Erfindung und an äußerer Wirkung keineswegs“ mit dem Kopfsatz der Sinfonie Nr. 48 mithalten könne. Für Gwilym Beechey ist der Kopfsatz noch der beste (bezogen auf die ganze Sinfonie), „obgleich dieses Allegro weder so lang noch so voller Spannung ist wie viele andere Sätze dieser Art, die Haydn in jenen Jahren schrieb.“

### Zweiter Satz: Andante moderato
G-Dur, 2/4-Takt, 63 Takte, nur Streicher und (ab Takt 35) Oboen

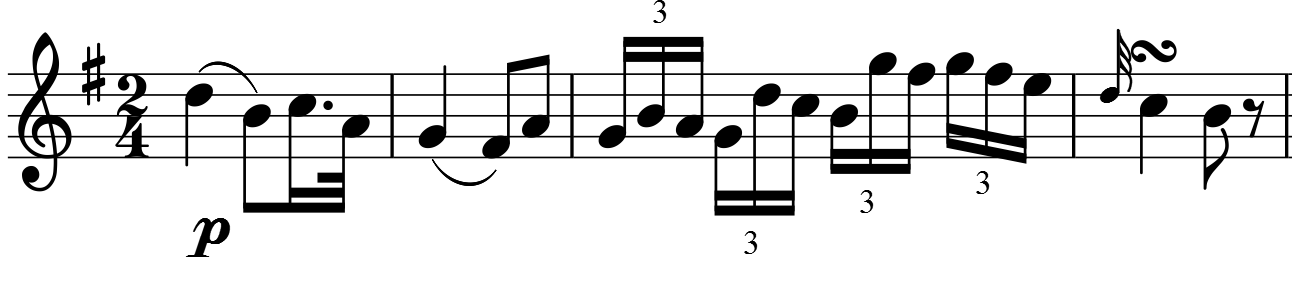
Beginn des Andante moderato

Die Streicher beginnen diesen sanglichen Satz, der durchweg im Piano steht. Das Cello ist überwiegend parallel mit den stimmführenden Violinen (insbesondere der 1. Violine) geführt. Ursprünglich gehörte das Andante noch mit zu einer Opern-Ouvertüre (siehe oben unter Allgemeines). Kennzeichnend sind weit geschwungene Melodiebögen, punktierte Rhythmen sowie Triolen bzw. Sextolen, die dem Satz einen fließenden Charakter geben.
Das erste Thema (Hauptthema) ist viertaktig und wird variiert wiederholt (ggf. als Vorder- und Nachsatz interpretierbar). Es schließt sich eine Folge von Motiven mit Vorhalten in Kombination mit Tonrepetition, gleichmäßiger Triolen- bzw. Sextolenbewegung und punktierten Rhythmen an. Ab Takt 17 wechselt Haydn dabei zur Dominante D-Dur mit einer Passage aus fließend-wiederholten, gebrochenen Dreiklangsfiguren. Die kurze Schlussgruppe (Takt 26 ff.) erinnert durch die Tonrepetition etwas an die Schlussgruppe des fünften Satzes der so genannten „Abschiedssinfonie“ (Nr. 45) und schließt die Exposition in Takt 28 ab. Sie wird wiederholt.
Anstelle einer Durchführung, die Material der Exposition verarbeitet, folgt nun ein sechstaktiger Überleitungsteil mit Triolen. Ab der Reprise (Takt 35 ff.) beteiligen sich auch die Oboen und geben insbesondere in der Fortspinnung vom ersten Thema (Takt 39 ff.) mit ausgehaltenen Akkorden eine charakteristische Klangfarbe.
Stilistisch (wegen der überwiegenden Parallelführung von 1. Violine und Cello) sehen einige Autoren Ähnlichkeiten zu langsamen Sätzen von Sinfonien der 1760er Jahre (z. B. Nr. 16, Nr. 30, Nr. 35) und bewerten den Satz daher als eher rückschrittlich. Möglicherweise wollte Haydn bewusst dem konservativen Geschmack der Kaiserin Rechnung tragen. Das späte Einbeziehen von Bläsern verwendete Haydn z. B. auch in den langsamen Sätzen der Sinfonien Nr. 42 und Nr. 59.

### Dritter Satz: Menuet
C-Dur, 3/4-Takt, mit Trio 102 Takte
Das fanfarenartige Hauptmotiv („erstes Thema“) besteht aus gebrochenen C-Dur – Akkorden sowie einer tänzerischen Figur mit auftaktiger Schleiferfloskel, während das kontrastierende „zweite Thema“ (Takt 13 ff.) zur Dominante G-Dur führt und nur von den Streichern im Piano gespielt wird. Der Mittelteil (Takt 21 ff.) beginnt zunächst wie üblich mit dem Motiv vom Satzanfang in G-Dur, wechselt dann aber plötzlich zu einer Piano-Passage, bei der die Violinen imitatorisch ein zweitaktiges Motiv spielen und dabei bis ins entfernte As-Dur gelangen. In Takt 37 setzt reprisenartig wieder der Anfangsteil ein.
Das Trio beginnt überraschenderweise wie der Anfang vom Menuett mit dem C-Dur – Unisono, rutscht dann mit einem Unisono-B aber abrupt nach F-Dur. Das Hauptmotiv des Trios ist ein gebrochener Akkord der Solo-Oboe (parallel mit 1. Violine). Der erste ländlerartige Teil des Trios ist auskomponiert (d. h. die Wiederholungen sind ausgeschrieben). Der zweite Teil, der nicht wiederholt wird, beginnt als Sequenzpassage, die in Takt 94 E-Dur erreicht. Diese Tonart wird bis zum Ende des Trios beibehalten (d. h. das Trio endet nicht wie üblich in der Tonika), wobei die Oboe über einem orgelpunktartigen Bass dreimal das Hauptmotiv spielt – zuletzt ganz allein im Pianissimo.
Der Satz stellt „ein frühes Beispiel für das ‚große‘ Menuett mit erweiterten Perioden, zwei deutlich kontrastierenden Themen, einem durchführungsartigen Mittelteil und vollständiger Reprise“ dar, d. h. einem sonatenähnlich angelegten Menuett. Auch Howard Chandler Robbins Landon hebt diese Struktur hervor.

### Vierter Satz: Finale. Presto
C-Dur, 2/2-Takt (alla breve), 193 Takte
Das periodisch aufgebaute, achttaktige Thema (Hauptthema) wird von den Streichern zunächst pianissimo, dann piano vorgestellt. Unterbrochen wird es dabei von einer Forte-Unisono – Figur des ganzen Orchesters – ähnlich wie zu Beginn des Allegro di molto. Ab Takt 22 schließt eine Reihe von betonten Dominante-Tonika – Akkordschlägen an, die in eine längere Tremolopassage mit fallender Linie übergeht. In Takt 35 ist der Zielton D erreicht, der nun insgesamt neun Takte lang wiederholt wird: die ersten fünf Takte mit einer chromatischen Figur unterlegt, dann als D-Dur – Septakkord in halben Noten. Der letzte Septakkord wird mit Fermate ausgehalten. Harmonisch wirkt das D als Dominante zum folgenden G-Dur, in der nun das Thema einen weiteren Auftritt hat (anstelle eines eigenen zweiten Themas). Ähnlich Takt 27 ff. schließt sich wieder eine Tremolopassage an, die in E-Dur beginnt und mit C-Dur in die Schlussgruppe (Takt 61 ff.) überleitet.
Die auf dem Hauptthema basierende Durchführung beginnt als Modulationspassage des Themenkopfes. Die Bewegung kommt jedoch ins Stocken und wird auch harmonisch labil (Takt 77 ff.), fängt sich kurzzeitig mit einer Pendelbewegung zwischen A-Dur und d-Moll (Takt 81 ff.), um dann wiederum nach F-Dur zu wechseln (Takt 88 ff.). In Takt 98 setzt unerwartet forte eine Folge von jeweils zwei signalartigen Akkordschlägen im Wechsel von Bläsern und Streichern ein, wobei die Bläser fortwährend auf C beharren. Diese „Signalpassage 1“ endet auf einem D-Dur-Septakkord mit anschließender Generalpause. Der erneute Themeneinsatz in g-Moll wird bereits nach seinem Vordersatz durch die Chromatik-Figur aus der Exposition abgebrochen. Diese wird hier noch etwas weiter ausgedehnt und mündet in die „Signalpassage 2“, wobei die Bläser jetzt auf E (anstelle von vorher C) festhalten. Die dadurch entstehenden Dissonanzen sind noch stärker als in der „Signalpassage 1“. Abrupt bricht das Geschehen in Takt 126 mit einer Generalpause und Fermate ab – ebenso abrupt und unerwartet setzt die Reprise im Piano ein. Eine verbindende Wirkung hat dabei der Ton E, der vorher von den Bläsern betont wurde, und mit dem nun das Hauptthema einsetzt.
Die Reprise ist ähnlich der Exposition strukturiert, allerdings fehlt die Passage mit den Dominante-Tonika – Akkordschlägen entsprechend Takt 22 ff. Die Tremolopassage am Schluss geht in eine fanfarenartige Coda (Takt 187 ff.) über, in der diese dann als „nachgereicht“ werden.
Insgesamt hat der Satz durch die zahlreichen Fanfaren, die betonten Akkordschläge und die Tremolo-Passagen wie auch die Eingangssätze einen ouvertürenartigen Charakter. Während Gwilym Beechey vom Finale eher enttäuscht ist, loben andere Autoren den Satz als „geistreich und lebhaft“ bzw. „rasant und einfallsreich“. Howard Chandler Robbins Landon bewertet die Sinfonie insgesamt als eher „enttäuschend“, hebt aber neben dem Menuett insbesondere das Presto hervor.